# Шатирколь (рудник)
Шатирколь (рудник) – гірничодобувне підприємство у Жамбильській області Казахстану, створене для розробки однойменного мідного родовищ.
Рудник, який ввели в експлуатацію у 2000 році, має річну потужність на рівні 620 тисяч тон руди.
Видобуток ведуть підземним методом, при цьому були споруджені чи заплановані до спорудження численні шахтні стовбури, як то «Вентиляційний 2», «Вентиляційний 3», «Вентиляційний-повстаючий», «Вентиляційний-повстаючий 1», «Вентиляційний-повстаючий 3», «Вентиляційно-ходовий повстаючий», «Вентиляційно-ходовий повстаючий 1», «Вентиляційно-ходовий повстаючий 2», «Повстаючий 2» та інші.
Продукція рудника постачається на розташовану за кілька сотень кілометрів Балхаську збагачувальну фабрику. В середині 2020-х планується ввести в дію Шатиркольську збагачувальну фабрику, що дозволить запобігти надмірним транспортним витратам.
Станом на початок 2022 року балансові запаси Шатирколю оцінювались у 16 млн тон руди із середнім вмістом міді 3,44%.
Розробку родовища веде корпорація «Казахмис».